# Kendra Sunderland
Kendra Sunderland (Salem, Oregón; 16 de junio de 1995) es una actriz pornográfica y modelo erótica estadounidense.

## Biografía
Nacida en junio de 1995 en Salem (Oregón), Sunderland se graduó en el West Salem High School en 2013. En el nuevo curso académico de ese año, entró en la Universidad Estatal de Oregón, donde acudió a clases de negocios y economía. Fue en su pronta etapa universitaria cuando comenzó a trabajar de camarera en Corvallis, así como de camgirl, para pagarse los estudios.
Sin embargo, empezaría a ser conocida después de que decidiera realizar un show particular para MyFreeCams como camgirl en la biblioteca de su facultad, donde salía masturbándose. Obtuvo cerca de 300 000 visitas y 700 dólares de beneficio por menos de dos horas que duró dicho show. Pero en enero de 2015, un usuario anónimo colgó el vídeo en la web de Pornhub, donde empezó a ser reconocida como una celebridad local. El vídeo puso en la pista a la policía, que la detuvo el 27 de enero de ese año por indecencia pública. Fue su arresto lo que la convirtió en un fenómeno viral y lo que la abriría las puertas de la industria pornográfica.
Ese mismo año fue contactada por las revistas Playboy y Penthouse para realizar algunas sesiones fotográficas. En el caso de la segunda, fue proclamada Pet of the Month del mes de mayo.
Debutó como actriz pornográfica en 2015 de la mano del director Greg Lansky para sus compañías Vixen y Tushy.
En 2017, en su primera nominación, ganó el Premio AVN, junto a Mick Blue, a la Mejor escena de sexo chico/chica por Natural Beauties, por la cual también estuvo nominada al Premio XBIZ en la categoría de Mejor escena de sexo en película de todo sexo.
En agosto de 2024 fue detenida en el condado de Montgomery (Texas), acusada bajo cargos de posesión de marihuana, al habérsele incautado algo menos de 28 gramos de cannabis en su posesión, pues es un delito estatal, y por tanto es ilegal, portar cualquier tipo de estupefacientes. Según el portal TMZ, la actriz admitió estar luchando contra una adicción, aunque recalcó que no por ello era una criminal.
Ha rodado más de 200 películas como actriz.

## Premios y nominaciones
| Año  | Ceremonia    | Resultado | Premio                                                       | Trabajo                                                                    |
| ---- | ------------ | --------- | ------------------------------------------------------------ | -------------------------------------------------------------------------- |
| 2017 | Premios AVN  | Ganadora  | Mejor escena de sexo chico/chica                             | Natural Beauties                                                           |
| 2017 | Premios XBIZ | Nominada  | Mejor escena de sexo en película de todo sexo                | Natural Beauties                                                           |
| 2017 | Premios XBIZ | Nominada  | Estrella Web del año                                         | —                                                                          |
| 2018 | Premios AVN  | Nominada  | Mejor escena de sexo chico/chica                             | Kendra's Obsession                                                         |
| 2018 | Premios AVN  | Nominada  | Mejor escena de sexo lésbico                                 | Unexpected Feelings                                                        |
| 2018 | Premios AVN  | Ganadora  | Mejor escena de trío H-M-H                                   | Kendra's Obsession                                                         |
| 2018 | Premios AVN  | Nominada  | Premio fan: Artista femenina favorita                        | —                                                                          |
| 2018 | Premios XBIZ | Nominada  | Mejor escena de sexo en película vignette                    | Young & Beautiful 2                                                        |
| 2019 | Premios AVN  | Nominada  | Mejor escena de sexo en grupo                                | Interracial Icon 9                                                         |
| 2019 | Premios AVN  | Nominada  | Premio fan: Mejores pechos                                   | —                                                                          |
| 2019 | Premios AVN  | Nominada  | Premio fan: Estrella mediática                               | —                                                                          |
| 2019 | Premios XRCO | Nominada  | Orgasmic Oralist                                             | —                                                                          |
| 2020 | Premios AVN  | Nominada  | Mejor escena de sexo de chico/chica en producción extranjera | Cheating on Vacation                                                       |
| 2020 | Premios AVN  | Nominada  | Mejor escena de trío H-M-H                                   | Blacked Raw 13                                                             |
| 2020 | Premios XBIZ | Nominada  | Mejor escena de sexo en película vignette                    | Blacked Raw 13                                                             |
| 2022 | Premios AVN  | Nominada  | Mejor escena de sexo en grupo                                | Eat Me                                                                     |
| 2023 | Premios XBIZ | Nominada  | Mejor escena de sexo en película vignette                    | Head High, Headlights                                                      |
| 2024 | Premios AVN  | Nominada  | Mejor escena de sexo en grupo                                | Take Me to Your Breeder                                                    |
| 2024 | Premios AVN  | Nominada  | Mejor escena de sexo lésbico                                 | It's Only Natural                                                          |
| 2024 | Premios AVN  | Nominada  | Mejor escena de sexo lésbico en grupo                        | An Angel on Both Shoulders                                                 |
| 2024 | Premios AVN  | Nominada  | Mejor escena de sexo en pareja en realidad virtual           | Sexy Pornstar Kendra Sunderland Will Leave You Rock Hard and Wanting More! |
| 2024 | Premios XBIZ | Nominada  | Estrella mediática del año                                   | —                                                                          |
| 2024 | Premios XBIZ | Ganadora  | Mejor escena de sexo en película gonzo                       | Take Me to Your Breeder                                                    |
| 2025 | Premios AVN  | Nominada  | Mejor escena de sexo en grupo                                | Climax 4                                                                   |
| 2025 | Premios XMA  | Nominada  | Estrella Crossover del año                                   | —                                                                          |
| 2025 | Premios XMA  | Nominada  | Mejor escena de sexo en orgía o grupal                       | Climax 4                                                                   |
| 2025 | Premios XMA  | Ganadora  | Mejor escena de sexo en película vignette                    | Negotiation                                                                |
| 2025 | Premios XMA  | Nominada  | Mejor escena de sexo en realidad virtual                     | Thrice Upon a Time in Hollywood                                            |